# Романа (Румунія)
Романа (рум. Romana) — село у повіті Арджеш в Румунії. Входить до складу комуни Уда.
Село розташоване на відстані 132 км на північний захід від Бухареста, 25 км на захід від Пітешть, 86 км на північний схід від Крайови, 118 км на південний захід від Брашова.

## Населення
За даними перепису населення 2002 року у селі проживали 149 осіб, усі — румуни. Усі жителі села рідною мовою назвали румунську.